# Güven Yalçın
Güven Yalçın (Düsseldorf, 18 januari 1999) is een Turks-Duits voetballer die doorgaans speelt als spits. In juli 2025 verruilde hij Genoa voor Alanyaspor. Yalçın maakte in 2019 zijn debuut in het Turks voetbalelftal.

## Clubcarrière
Yalçın speelde in de jeugd van VfL Benrath en in 2006 werd hij opgenomen in de jeugdopleiding van Bayer Leverkusen. In de zomer van 2018 maakte de Duitse Turk transfervrij de overstap naar Beşiktaş, waar hij zijn handtekening zette onder een verbintenis voor de duur van vier seizoenen. Zijn debuut maakte hij op 29 september 2018, toen met 2–0 gewonnen werd van Kayserispor. Yalçın begon op de reservebank en van coach Şenol Güneş mocht hij twee minuten voor tijd invallen voor Ricardo Quaresma, die de tweede treffer voor zijn rekening had genomen na een openingsdoelpunt van Vágner Love. Zijn eerste professionele doelpunt maakte de spits op 11 november 2018, in eigen huis tegen Sivasspor. Na elf minuten opende hij de score. Uiteindelijk verloor Beşiktaş wel met 1–2 door tegendoelpunten van David Braz en Emre Kılınç. Begin 2021 werd de aanvaller voor een halfjaar verhuurd aan Lecce.
In de zomer van 2022 verliep de verbintenis van Yalçın bij Beşiktaş en hierop tekende hij bij Genoa. Aan het einde van het seizoen 2022/23 promoveerde hij met Genoa naar de Serie A. Na de promotie keerde de aanvaller terug naar Turkije, waar Fatih Karagümrük hem op huurbasis overnam. Hier eindigde hij het seizoen op negen competitietreffers, een persoonlijk record. Het jaar erop werd Yalçın opnieuw verhuurd, nu aan FC Arouca.
Alanyaspor haalde Yalçın in juli 2025 terug naar Turkije. Hij kon transfervrij de overstap maken en tekende voor drie jaar bij zijn nieuwe club.

## Clubstatistieken
| Seizoen | Club               | Competitie    | Competitie | Competitie | Beker | Beker | Internationaal | Internationaal | Totaal | Totaal |
| Seizoen | Club               | Competitie    | Wed.       | Dlp.       | Wed.  | Dlp.  | Wed.           | Dlp.           | Wed.   | Dlp.   |
| ------- | ------------------ | ------------- | ---------- | ---------- | ----- | ----- | -------------- | -------------- | ------ | ------ |
| 2018/19 | Beşiktaş           | Süper Lig     | 22         | 8          | 0     | 0     | 1              | 0              | 23     | 8      |
| 2019/20 | Beşiktaş           | Süper Lig     | 20         | 3          | 3     | 0     | 6              | 0              | 29     | 3      |
| 2020/21 | Beşiktaş           | Süper Lig     | 13         | 1          | 2     | 1     | 1              | 1              | 16     | 3      |
| 2020/21 | → Lecce            | Serie B       | 11         | 0          | 0     | 0     | —              | —              | 11     | 0      |
| 2021/22 | Beşiktaş           | Süper Lig     | 30         | 6          | 3     | 0     | 0              | 0              | 33     | 6      |
| 2022/23 | Genoa              | Serie B       | 22         | 0          | 3     | 0     | —              | —              | 25     | 0      |
| 2023/24 | → Fatih Karagümrük | Süper Lig     | 32         | 9          | 4     | 0     | —              | —              | 36     | 9      |
| 2024/25 | → FC Arouca        | Primeira Liga | 23         | 3          | 1     | 2     | —              | —              | 24     | 5      |
| 2025/26 | Alanyaspor         | Süper Lig     | 0          | 0          | 0     | 0     | —              | —              | 0      | 0      |
| Totaal  | Totaal             | Totaal        | 173        | 30         | 16    | 3     | 8              | 1              | 197    | 34     |

Bijgewerkt op 20 juli 2025.

## Interlandcarrière
Yalçın maakte zijn debuut in het Turks voetbalelftal op 30 mei 2019, toen een vriendschappelijke wedstrijd gespeeld werd tegen Griekenland. Na doelpunten van Cengiz Ünder en Kenan Karaman deed Griekenland in de blessuretijd van de tweede helft wat terug via Dimitris Kourbelis: 2–1. Yalçın moest van bondscoach Şenol Güneş op de reservebank beginnen en hij mocht tien minuten na rust invallen voor Cenk Tosun. De andere Turkse debutanten dit duel waren Uğurcan Çakır, Abdülkadir Ömür (beiden Trabzonspor), Umut Meraş (Bursaspor) en Nazım Sangaré (Antalyaspor).
| Interlands van Güven Yalçın voor Turkije | Interlands van Güven Yalçın voor Turkije | Interlands van Güven Yalçın voor Turkije | Interlands van Güven Yalçın voor Turkije | Interlands van Güven Yalçın voor Turkije | Interlands van Güven Yalçın voor Turkije |
| №                                        | Datum                                    | Wedstrijd                                | Uitslag                                  | Competitie                               | Goals                                    |
| Als speler bij Beşiktaş                  | Als speler bij Beşiktaş                  | Als speler bij Beşiktaş                  | Als speler bij Beşiktaş                  | Als speler bij Beşiktaş                  | Als speler bij Beşiktaş                  |
| ---------------------------------------- | ---------------------------------------- | ---------------------------------------- | ---------------------------------------- | ---------------------------------------- | ---------------------------------------- |
| 1                                        | 30 mei 2019                              | Turkije – Griekenland                    | 2 – 1                                    | Vriendschappelijk                        |                                          |
| 2                                        | 11 juni 2019                             | IJsland – Turkije                        | 2 – 1                                    | EK 2020 kwalificatie                     |                                          |
| 3                                        | 7 september 2019                         | Turkije – Andorra                        | 1 – 0                                    | EK 2020 kwalificatie                     |                                          |

Bijgewerkt op 20 juli 2025.